# Big Mountain

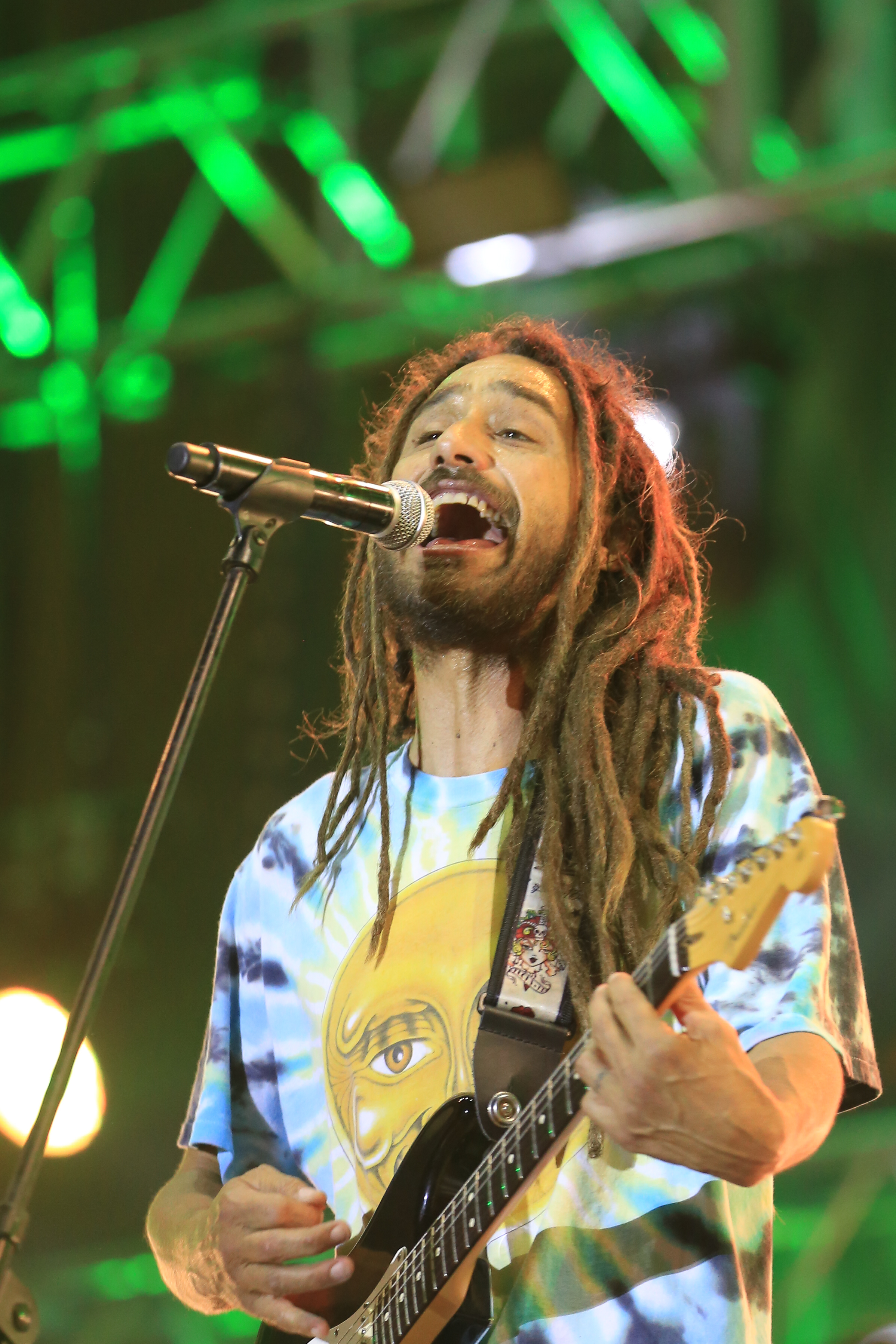
Joaquin "Quino" McWhinney (2018)

Big Mountain  es una banda de reggae estadounidense, muy famosa por su cover de la versión de Peter Frampton de "Baby, I Love Your Way," canción que los llevó a los primeros puestos del Billboard Hot 100 (#1) a principios de 1994.
La banda está conformada por Quino McWhinney (voz), Paul Kastic (batería, percusión),  James McWhinney (voz) y el Jamaiquino Richard Goofy Campbell. Su formación provenía originalmente de una banda de reggae californiana, denominada "The Rainbow Warriors", a mediados de los años 80.

## Historia
Big Mountain se formó en 1987 en San Diego, California. En 1993 entran en las listas estadounidenses gracias al sencillo "Touch My Light" incluido en su álbum debut Wake Up. La canción que los consagraría sería "Baby, I Love Your Way" (original de Peter Frampton), que apareció en su segundo álbum Unity. El tema formó parte de la banda sonora de la película Reality Bites, protagonizada por Winona Ryder y Ethan Hawke y se convirtió en un éxito de ventas internacional, alcanzando el puesto número 2 en las listas del Reino Unido y el número 6 en las de Estados Unidos.
El álbum Unity también incluyó una versión en español, que le permitió a la banda disfrutar del éxito en ventas también en el mercado sudamericano. Este éxito fue seguido de "Sweet Sensual Love", igualmente realizado en inglés y español, aunque sólo alcanzó el número 51 en las listas pop del Reino Unido. Unity superó la venta de más de un millón de copias en todo el mundo, algo que no fue superado jamás en discos posteriores de la banda.
El estilo musical de Big Mountain fue por aquellos tiempos de corte pop/reggae "comercial" o "estilizado", lo que llevó a llamarlos como los "The American UB40", en referencia a la conocida banda de reggae británica.
A pesar de esto, el éxito de la banda ayudó para ser considerados en los años 1994 y 1995 en los festivales "Reggae Sunsplash" de Jamaica. Desde entonces, no han podido igualar su primer éxito, pero han seguido tocando con una serie de artistas jamaiquinos, incluidos Sly & Robbie y Handel Tucker. El Tercer disco "Resistance" fue publicado en 1995, su sencillo 'Caribbean Blue' no causó buena impresión, ya sea en listas reggae como de pop. Dos años después grabaron "Free Up" con la participación de la destacada cantautora Sheryl Crow como cocompositora.
Durante un largo tiempo de inactividad, Quino McWhinney estuvo presentándose como un proyecto en solitario haciéndose llamar 'Quinazo', para luego de 4 años reunirse y realizar diversas presentaciones en vivo.

## Discografía

### Álbumes
- Wake Up (1993) Quality
- Unity (1994) Giant  US #174
- Resistance (1995) Giant
- Free Up (1997) Giant/Warmer Bros.
- Things to Come (1999) Rebel Ink
- Dance Party (2001) Mega
- New Day (2002) Pony Canyon
- Cool Breeze (2003) Rebel Ink
- Reggae Remakes: Covers in Paradise (2003) Pony Canyon
- Versions Undercover (2008) Rebel Ink

### Singles
- "Touch My Light" (1992) Quality  US #51
- "Reggae Inna Summertime" (1993) Quality
- "Baby, I Love Your Way" (1994) UK #2, US #6
- "I Would Find a Way" (1994) Warner Bros.
- "Baby Te Quiero A Ti" (1994)
- "Sweet Sensual Love" (1994) Warner Bros.  UK #51, US #80
- "Get Together" (1995) US #44
- "All Kinds of People" (1997) Giant